# 遥田镇 (耒阳市)
遥田镇，是中华人民共和国湖南省衡陽市耒阳市下辖的一个乡镇级行政单位。

## 行政区划
遥田镇下辖以下地区：
电站社区、灯塔村、三星村、五七村、石盐山村、宣塘村、红卫村、幸福村、红星村、新桥村、建新村、麻塘村、立新村、被塘村和皂新村。